# 岩本大吾
岩本 大吾（いわもと だいご、2001年2月10日 - ）は、日本の男子バレーボール選手である。

## 来歴
兵庫県尼崎市出身。両親の影響で12歳からバレーボールを始めた。
2016年、尼崎市立尼崎高等学校に進学。高校時代は3年とも全日本高等学校選手権大会（春高バレー）に出場。3年時、ユース日本代表に選出され、アジアユース選手権(U-18)に出場し、チームの優勝に貢献した。また、高校でも全国高等学校総合体育大会（インターハイ）で優勝を果たし、自身もベスト6を受賞した。2019年の第71回春高バレーでは準決勝に進出した。
2019年、早稲田大学に進学。同年、ユース日本代表としてU19世界選手権に出場。全日本大学選手権大会（全日本インカレ）では、1年時から3連覇を果たし、3年時の第74回大会では最優秀選手賞も受賞した。2022-23シーズン、V.LEAGUE DIVISION1 MEN（V1男子）に所属するジェイテクトSTINGSの内定選手となった。
2023年、大学卒業後に、ジェイテクトSTINGSに入団した。入団1シーズン目となる2023-24シーズンにV1男子の試合に出場し、Vリーグデビューを果たした。

## 人物
- 父は兵庫デルフィーノの部長を務める岩本正吾[5]で、妹は日本体育大学所属の岩本沙希[6][7]。

## 球歴
- ユース日本代表
  - U19世界選手権 - 2019年 (en) 
  - アジアユース選手権 - 2018年 (en)

## 所属チーム
- 尼崎市立尼崎高等学校（2016-2019年）
- 早稲田大学（2019-2023年）
- ジェイテクトSTINGS/ジェイテクトSTINGS愛知（2023年-）

## 受賞歴
- 2018年 - 全国高等学校総合体育大会 ベスト6
- 2021年 - 全日本大学選手権大会 最優秀選手賞